# Pesca a impulsi elettrici

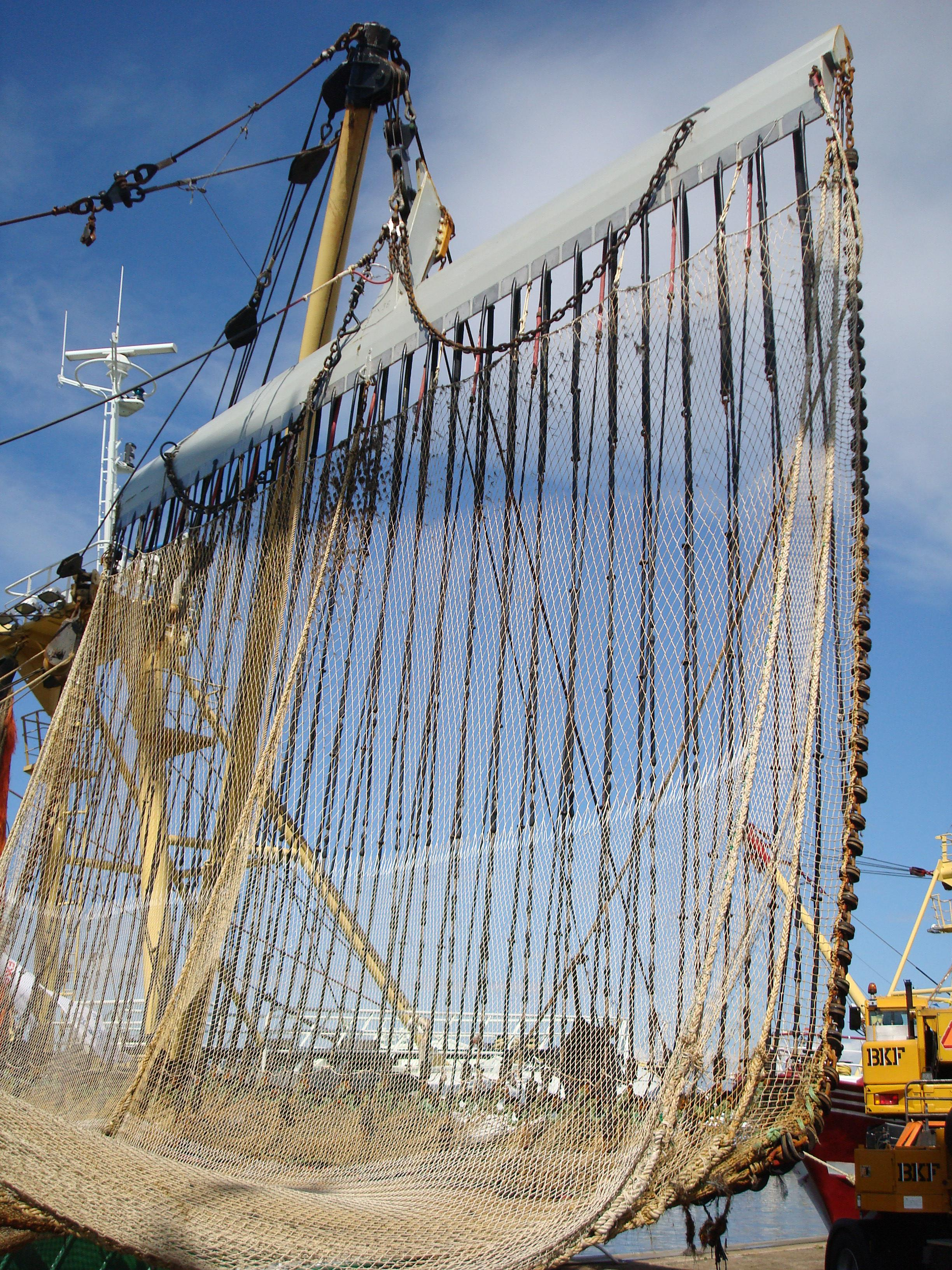
Una rete per la pesca a impulsi elettrici

La pesca a impulsi elettrici (a volte pesca elettrica, che si riferisce però anche a una tecnica diversa utilizzata in acqua dolce) è un tipo di pesca a strascico che usa reti dotate di elettrodi.

## Aspetti legali

### Unione europea

Voto del 16 gennaio 2018 contro l’emendamento 303 alla proposta di regolamento del Parlamento europeo e del Consiglio in relazione alla conservazione delle risorse ittiche e alla protezione degli ecosistemi marini per mezzo di provvedimenti tecnici

Nel 1998 un regolamento dell'Unione europea ha vietato la pesca a impulsi elettrici. Nel 2006 sono state introdotte alcune deroghe per permettere la sperimentazione agli stati che operano nel Mare del Nord: si prevedeva che il massimo del 5% della flotta di ognuno di questi stati potesse ricevere l'autorizzazione. I Paesi Bassi avrebbero però concesso un numero eccessivo di licenze, e avrebbe inoltre indebitamente concesso fondi europei a pescatori che la praticavano.
Nel novembre 2017 la Commissione per la pesca (PECH) del Parlamento europeo ha approvato un'opinione favorevole allo sviluppo della pesca a impulsi elettrici. Nel gennaio 2018 però la plenaria ha votato a maggioranza per il divieto.
I pescherecci europei non possono utilizzare questo tipo di pesca in tutte le acque in cui transitano, quindi anche al di fuori dell'Unione Europea.